# Rev (längdmått)
Rev var under tiden 1855–1877 ett decimalt längdmått, motsvarande 29,69 meter.
Närmast före 1855 var de svenska längdmåtten ett duodecimalt system (multiplar av 12), baserade på Rydaholmsalnen.
År 1855 avlöstes de äldre verkmåtten i Sverige av längdmått som baserades på fot men var decimala, så att större och mindre mått erhölls genom multiplikation eller division med potenser av 10. Därigenom blev 1 rev definierad som 100 svenska fot = 10 stänger.
Revmåttet avskaffades 1877 i och med att metersystemet successivt infördes i Sverige. 
Rev användes även vid area. Ett kvadratrev (i äldre skrift Quadratref eller kvref) var 100 kvadratstänger och alltså cirka 8,815 ar (881,5 kvadratmeter). Kvadratrev är vanligt förekommande i historiska kartor åren 1855–1889.
Rev upphörde som officiellt mått, när Sverige slutligt övergick till metersystemet den 1 januari 1889.